# Сияющая долина
«Сияющая долина» (англ. Shining Vale) — американский сериал в жанре комедийного хоррора с Кортни Кокс в главной роли. Премьерный показ первого сезона начался 6 марта 2022 года, показ второго и последнего сезона — 13 октября 2023 года. Первый сезон получил премию «Сатурн» в категории «Лучший телесериал в жанре фэнтези (кабельное телевидение)».

## Сюжет
Главная героиня сериала — писательница Патриша Фелпс, которая в молодости написала бестселлер, но за прошедшие с тех пор 17 лет не опубликовала ни строчки. Она переезжает с семьёй в маленький город, но выясняется, что у дома, в котором поселилась Патриша, есть страшные тайны.

## В ролях
- Кортни Кокс — Патриша Фелпс
- Грег Киннир — Терри Фелпс
- Шерилин Фенн — Робин Курт
- Гус Бирни — Гайнор Фелпс
- Дилан Гейдж — Джек Фелпс
- Меррин Данги — Кам
- Мира Сорвино — Розмари Уэллингем/Рут Левин/Нелли Бёрк

## Создание и оценки
Проект был анонсирован 9 января 2018 года. Предполагалось, что показ состоится на Showtime, а производством займётся Warner Bros. 21 августа 2019 года съёмки были официально заказаны, причём сериал переехал на телеканал Starz и к производству присоединилась компания Lionsgate Television. 28 февраля 2020 года Кортни Кокс получила главную роль. 15 июля того же года к касту присоединился Грег Киннер, в августе — Гас Бирни и Дилан Гейдж, в феврале 2021 года — Мира Сорвино и Меррин Данги, в июле 2021 года — Алисия Райнер, в августе — Джудит Лайт.
Пилотный эпизод был снят в марте 2021 года в Лос-Анджелесе, съемки остальных эпизодов начались в июле 2021 года. Премьерный показ начался 6 марта 2022 года на Starz. В мае шоу было продлено на второй сезон, который транслировался с 13 октября по 1 декабря 2023 года. После этого сериал был закрыт.
На сайте-агрегаторе отзывов Rotten Tomatoes первый сезон получил рейтинг 71 % со средней оценкой 6,20 из 10. По мнению критиков сайта, «непростая смесь комедии и хоррора в „Сияющей долине“ может показаться слишком сложной, но дерзкая игра Кортни Кокс делает этот жанровый мэшап многообещающим». На сайте Metacritic первый сезон получил 61 балл из 100, что указывает на «в целом положительные отзывы». «Сияющая долина» была номинирована в 2022 году на премию «Сатурн» в трёх категориях и победила в одной из них — «Лучший телесериал в жанре фэнтези (кабельное телевидение)».